# Samla Mammas Manna
Samla Mammas Manna — шведская прогрессив-роковая группа, детище клавишника и аккордеониста Ларса Холльмера.

## История
Группа образовалась в городе Уппсала в 1969 году, а дебютный альбом был выпущен в 1971 году. Более всего она известна среди поклонников прог-рока и другой нестандартной музыки своим неповторимым юмором, запоминающимися жизнерадостными мелодиями и обязательной вокальной клоунадой. Обычно музыку группы относят к авант-прогу — во многом, чисто формально, так как Samla были одними из основателей движения Rock in Opposition (RIO). На самом деле их альбомы середины 1970-х годов ближе всего к такому явлению, как canterbury-styled music. Вкратце музыку группы можно описать как джаз-рок c сильным влиянием фолка, а с известной долей условности их можно назвать продолжателями дела великого Фрэнка Заппы.
Samla Mammas Manna в полном составе появляются на сольном альбоме гитариста и композитора Фреда Фрита Gravity (1980).
Группа была также участником шведского музыкально-политического движения Progg, хотя в стихах их песен нет ничего, имеющего даже отдаленное отношение к политике. Единственной аллюзией на политэкономические вопросы стало название одного из лучших их дисков Klossa Knapitatet — искаженное krossa kapitalet, что дословно означает «разбить капитализм» (популярный в то время в Швеции лозунг).
На протяжении многих лет существования группы её состав регулярно претерпевал множественные изменения; менялось и само название коллектива (выпускались альбомы под марками Zamla Mammaz Manna и Von Zamla), каждая такая смена сопровождалась и собственно музыкальными изменениями. В 1999 году возрожденные под оригинальным названием Samla Mammas Manna выпустили альбом под названием Kaka.
Воссоединившись, группа гастролировала во многих странах мира. В начале 21 века к группе присоединился знаменитый японский барабанщик Тацуя Ёсида из группы Ruins. В таком составе группа давала концерты и в Москве — в 2002 году в клубе «Китайский Лётчик Джао Да» и в 2005 году на фестивале InProg в клубе «Апельсин».

## Дискография

### Samla Mammas Manna
- Samla Mammas Manna (1971, LP SRS 4604, CD SRSCD 3063 Silence records, 2001)
- Måltid (1973, LP SRS 4621, CD SRSCD 3614 Silence records, 1991)
- Klossa Knapitatet (1974, LP SRS 4627, CD SRSCD 3617 Silence records, 1995)
- Kaka (1999, CD AMCD 884 Amigo records)
- Dear Mamma (2002, CD Krax 14/Tuti 0084)

### Gregory Allan Fitzpatrick, Samla Mammas Manna
- Snorungarnas Symfoni (1976, LP MNW 70P, CD MNWCD 70 MNW records, 1992)

### Samla Mammas Manna без Lars Hollmer
- Ur Sync (1988, Slask SLA 006, 1 сторона аудиокассеты)

### Zamla Mammaz Manna
- Schlagerns Mystik/För äldre nybegynnare (The mystery of popular music/For older beginners) (1977, Double Lp SRS 4640, CDSRSCD 3610 Silence records, 1993)
- Familjesprickor (Familycracks) (1980, LP SRS 4662, CD SRSCD 3612 Silence records, 1993)

### von Zamla
- Zamlarannama (1981, LP URS 10 Urspår records, CD RESCD 511 Resource records, 1994)
- No Make Up! (1983, LP Krax/Urspår/Ja Ro, CD Resource records, 2003)
- … 1983 (live) (1999, CD Rune 121 Cuneiform)

## Близкие группы
- Lars Hollmer
- Ramlösa Kvällar
- Fem Söker En Skatt
- Mobben
- Anita Livstrand
- Myrbein

### Другие участники движенияRIO
- Henry Cow
- Stormy Six
- Univers Zéro
- Etron Fou Leloublan